# José Tomás Sánchez
José Tomás Sánchez (Pandan, 17 de março de 1920 - San Juan, 9 de março de 2012) foi um cardeal filipino, prefeito emérito da Congregação para o Clero e arcebispo-emérito de Nova Segóvia.
Foi ordenado padre em 12 de maio de 1946. Foi consagrado bispo-auxiliar de Cáceres, com o titulus de bispo-titular de Lesvi, entre 1968 e 1972. Depois, foi transferido como bispo-coadjutor de Lucena, onde ficou até 1976, quando foi nomeado bispo, exercendo o episcopado até 1982. Em 1982, foi elevado a arcebispo metropolita de Nova Segóvia, onde ficou até 1986.
Entre 1985 e 1991, foi secretário da Congregação para a Evangelização dos Povos. Foi criado cardeal em 1991 pelo Papa João Paulo II, com o título de Cardeal-diácono de S. Pio V a Villa Carpegna. Em 1991, foi nomeado Prefeito da Congregação para o Clero, cargo que exerceu até 1996. Entre 1991 e 1993, foi também presidente da Pontifícia Comissão para a Preservação do Patrimônio Artístico e Histórico da Igreja. Em 2002, passou a ser cardeal-padre com título pro hac vice. Em 2005, participou do conclave que elegeu Joseph Ratzinger como Papa Bento XVI, como cardeal não-votante.
Faleceu em 9 de março de 2012, vítima de falência múltipla dos orgãos em Manila.